# Maria Olejniczak
Maria Olejniczak (ur. 7 lipca 1923 w Poddębicach, zm. 3 stycznia 1989 w Warszawie) – polska reżyserka dubbingu. Ukończyła studia na Wydziale Reżyserii PWSF w Łodzi. Dyplom uzyskała w 1955 roku. Pochowana została na cmentarzu Komunalnym Północnym w Warszawie (kwatera W-VIII-5, rząd 4, grób 9).

## Reżyseria
- 1950: Dwie brygady
- 1953: Trudna miłość (drugi reżyser)

## Asystent reżysera
- 1951: Załoga
- 1953: Sprawa do załatwienia

## Reżyser dubbingu
- 1960: Fantazja
- 1962: 300 Spartan
- 1962: Zakochany kundel
- 1966: Kto się boi Virginii Woolf?
- 1971: Prywatny detektyw
- 1976: Dwanaście prac Asteriksa

## Dialogi
- 1958: Noc poślubna